# All I Want for Christmas Is My Two Front Teeth

All I Want for Christmas Is My Two Front Teeth est une chanson de Noël écrite par Donald Yetter Gardner lorsqu'il enseignait dans les écoles publiques de Smithtown à New York. Il demanda à sa classe ce qu'elle désirait pour Noël et observa que plusieurs de ses élèves avaient perdu une dent, lorsqu'ils ouvrirent la bouche à l'unisson. Gardner écrivit la chanson en 30 minutes.   
Dans une interview de 1995, Gardner indiqua combien il fut étonné lorsqu'il vit que cette chanson innocente fut reprise dans l'ensemble du peuple américain. En 1948, elle avait été enregistrée par Spike Jones & His City Slickers et interprétée par George Rock. Cette version atteignit le sommet des palmarès en 1949. Elle a été reprise par plusieurs artistes et producteurs musicaux, dont George Strait, Danny Kaye avec The Andrews Sisters, The Platters, Nat King Cole, The Chipmunks, le Hampton String Quartet, Amanda Sollum et l'équipe de 1, rue Sésame.
La chanson reçoit le Grammy Hall of Fame Award en 2007..